# شاهزاده و گدا
شاهزاده و گدا (به انگلیسی: The Prince and the Pauper) نام رمانی اثر مارک تواین، نویسندهٔ آمریکایی است که اوّلین بار در سال ۱۸۸۱ میلادی، پیش از چاپ ۱۸۸۲ آمریکا، در کانادا به چاپ رسید و بارها مورد اقتباس تصویری در قالب فیلم سینمایی، سریال تلویزیونی، و انیمیشن قرار گرفته است.
این کتاب داستان ادوارد و تام را بیان می‌کند که یکی ولیعهد انگلستان است و دیگری گدایی بیش نیست. دست تقدیر به واسطهٔ چهره‌های آن‌ها، که بسیار شبیه هم است، این دو را بر جای یکدیگر می‌نشانَد و آن دو زندگی دیگری را امتحان می‌کند. تام و ادوارد هردو در یک روز در خانواده‌هایی کاملاً متفاوت به دنیا آمده‌اند. نویسنده از سویی از نظام فاسد دربار انگلستان و از سویی از فساد اخلاقی در میان مردم فرودست جامعهٔ انگلستان انتقاد می‌کند.

## داستان
تام کنتی، پسر کوچک خانواده‌ای بسیار فقیر در لندن، انگلستان، که مورد آزار پدر و مادربزرگش قرار می‌گیرد، اما توسط کشیش محلی که به او خواندن و نوشتن آموخته، تشویق می‌شود. روزی در اطراف دروازه‌های کاخ وست‌مینستر پرسه می‌زند و ادوارد تودور، شاهزاده ولز، را می‌بیند. از شدت هیجان نزدیک می‌شود و توسط نگهبانان سلطنتی دستگیر و نزدیک است مورد ضرب و شتم قرار گیرد. با این حال، ادوارد جلوی آن‌ها را می‌گیرد و تام را به اتاق خود در کاخ دعوت می‌کند. در آنجا، دو پسر با هم آشنا می‌شوند و مجذوب زندگی یکدیگر می‌گردند. آنها شباهت عجیبی به یکدیگر دارند و متوجه می‌شوند که حتی در یک روز متولد شده‌اند، بنابراین تصمیم می‌گیرند لباس‌های خود را «به‌طور موقت» عوض کنند. ادوارد یک شیء را پنهان می‌کند که خواننده بعداً می‌فهمد مهر بزرگ انگلستان است و بیرون می‌رود تا با نگهبانانی که تام را آزار داده بودند، روبرو شود؛ اما، با لباس تام، توسط نگهبانان شناخته نمی‌شود و او را از کاخ بیرون می‌کنند.
تام، با لباس ادوارد، پس از اینکه با شاهزاده اشتباه گرفته می‌شود، سعی می‌کند با آداب و رسوم دربار کنار بیاید. پدر ادوارد، شاه هنری هشتم، اشراف‌زادگان همکارش و کارکنان کاخ فکر می‌کنند شاهزاده دچار بیماری شده است که باعث فراموشی او گشته و می‌ترسند که او دیوانه شود. پس از مرگ شاه هنری، بارها از تام دربارهٔ مهر بزرگ گمشده انگلستان پرسیده می‌شود، اما او چیزی نمی‌داند. با این حال، وقتی از تام خواسته می‌شود در قضاوت‌ها شرکت کند، مشاهدات او بر اساس عقل سلیم، آنها را متقاعد می‌کند که ذهن او سالم است. ادوارد سرانجام راه خود را در خیابان‌ها به خانه کنتی‌ها پیدا می‌کند، جایی که خانواده کنتی او را تام می‌دانند. در آنجا، او تحت ستم پدر الکلی تام قرار می‌گیرد، که موفق می‌شود از دست او فرار کند و با مایلز هندون، یک سرباز و اشراف‌زاده بازگشته از جنگ، آشنا می‌شود. اگرچه مایلز ادعاهای ادوارد مبنی بر سلطنت را باور نمی‌کند، اما به او لطف می‌کند و محافظش می‌شود. در همین حال، خبر به آنها می‌رسد که شاه هنری درگذشته و ادوارد پادشاه شده است.
در حالی که ادوارد زندگی خشن یک فقیر لندنی را از نزدیک تجربه می‌کند، از نابرابری طبقاتی شدید در انگلستان آگاه می‌شود. به ویژه، او ماهیت خشن و مجازات‌گر سیستم قضایی انگلیس را می‌بیند که در آن مردم در آتش سوزانده می‌شوند، به چوب بسته می‌شوند و شلاق می‌خورند. او متوجه می‌شود که متهمان با شواهد سست محکوم می‌شوند و برای جرایم کوچک داغ زده یا به دار آویخته می‌شوند، و عهد می‌کند که وقتی جایگاه واقعی خود را به دست آورد، با رحمت حکومت کند. هنگامی که ادوارد به گروهی از دزدان اعلام می‌کند که پادشاه است و به قوانین ناعادلانه پایان خواهد داد، آنها او را دیوانه فرض می‌کنند و یک تاج‌گذاری نمایشی برگزار می‌کنند.
پس از مجموعه‌ای از ماجراها، از جمله مدتی زندان، ادوارد تاج‌گذاری را در لحظه‌ای که تام در آستانه پادشاه شدن است، قطع می‌کند. اشراف از شباهت آن‌ها شوکه می‌شوند اما حاضر نیستند باور کنند که ادوارد پادشاه واقعی است که لباس‌های تام را بر تن دارد، تا اینکه ادوارد مهر بزرگ انگلستان را که قبل از ترک کاخ پنهان کرده بود، نشان می‌دهد. ادوارد و تام به جایگاه‌های اصلی خود بازمی‌گردند و ادوارد به عنوان شاه ادوارد ششم انگلستان تاج‌گذاری می‌کند. مایلز با رتبه ارل و حق خانوادگی نشستن در حضور پادشاه پاداش می‌گیرد. به پاس قدردانی از حمایت تام از ادعای پادشاهی، ادوارد تام را «سرپرست پادشاه» نام می‌دهد، موقعیت ممتازی که او برای بقیه عمر خود حفظ می‌کند. رمان با بیان اینکه تام زندگی طولانی‌ای داشت، به پایان می‌رسد، هرچند بعید به نظر می‌رسد که هر دو در دوران سلطنت ماری اول زنده بمانند، در حالی که ادوارد در ۱۵ سالگی درگذشت.